# صيغة التراسل
صيغة التراسل بين الشبكات هي وصف لكيفية نقل المعطيات من حاسوبين أو غيرهما، مثل صيغة الطلب والرد.